# Maurice Rambert
Maurice Rambert (* 9. Juli 1866 in Ulm, Königreich Württemberg; † 21. Oktober 1941 in Genf; heimatberechtigt in Le Châtelard und Noville) war ein Schweizer Radiopionier und Unternehmer. Er leitete bis 1936 die Schweizerische Rundspruchgesellschaft (SRG).

## Leben
Maurice Rambert war der Sohn des Anwalts und späteren Nationalrats Louis Rambert und der Emma, geborene von Starkloff. Er studierte Rechtswissenschaften an der Universität Lausanne und wurde 1890 promoviert. Daneben studierte er Chemie sowie Elektrizität und machte eine Banklehre in Paris. Clara Blanc wurde seine Ehefrau.
Von 1890 bis 1891 war Rambert am Bau der Visp-Zermatt-Bahn beteiligt. Um die Jahrhundertwende ging er nach Konstantinopel, wo er bis 1905 als Generalsekretär der Osmanischen Bank tätig war. In Genf übernahm er die Leitung der Compagnie de l’industrie électrique et mécanique, wo er die Automobilherstellung forcierte. Da sich die Beteiligung am ersten Autosalon der Schweiz als Misserfolg erwies, verliess Rambert 1906 das Unternehmen. In Paris eröffnete er 1907 ein Büro mit Montagewerkstatt und versuchte den Markt für Fischer- und Turicum-Automobile zu erschliessen. Im Jahr 1913 meldete er Konkurs an und ging nach Konstantinopel, wo er bis 1916 seinen Vater in der Direktion des Tabakmonopols unterstützte. Auch die Gründung einer Genfer Zeitung blieb 1916 ohne Erfolg.
Rambert gründete 1922 den Genfer Radioclub und erhielt am 10. Januar 1923 die erste Konzession für öffentliche Sendungen. Seine Société des émissions de Radio-Genève (SERG) vom 10. März 1925 begründete im Februar 1931 den Verein Schweizerische Rundspruchgesellschaft (SRG). Maurice Rambert übernahm als Delegierter des Vorstands die Geschäftsführung bis 1936. Als Gründer der Union Internationale de Radiophonie (UIR/IBU/IRU, Internationale Radio-Union) von 1925 übernahm er von 1935 bis 1937 die Präsidentschaft. Zudem war er Besitzer der Radio-Électrique, die Geräte herstellte.
Rambert sass im Vorstand verschiedener Hoteliervereine. Als leidenschaftlicher Violinist und Komponist war er Konzertmeister des Symphonieorchesters Lausanne und engagierte sich für das Grand Théâtre de Genève. Wie sein Vater war er Mitglied des Schweizerischen Zofingervereins (Zofingia).

## Belege
1. 1 2 3  Suzanne Lommers: Europe – On Air. Interwar Projects for Radio Broadcasting. Amsterdam 2012, S. 62.

| Personendaten    | Personendaten                          |
| ---------------- | -------------------------------------- |
| NAME             | Rambert, Maurice                       |
| KURZBESCHREIBUNG | Schweizer Radiopionier und Unternehmer |
| GEBURTSDATUM     | 9. Juli 1866                           |
| GEBURTSORT       | Ulm, Königreich Württemberg            |
| STERBEDATUM      | 21. Oktober 1941                       |
| STERBEORT        | Genf, Schweiz                          |